# Neopsylla affinis
Neopsylla affinis är en loppart som beskrevs av Li Kueichen et Hsieh Paochi 1964. Neopsylla affinis ingår i släktet Neopsylla och familjen mullvadsloppor.

## Underarter
Arten delas in i följande underarter:
- N. a. affinis
- N. a. deqinensis